# Lerista gascoynensis
Lerista gascoynensis — вид сцинкоподібних ящірок родини сцинкових (Scincidae). Ендемік Австралії.

## Поширення і екологія
Lerista gascoynensis мешкають в регіоні Карнарвон на заході Західній Австралії, від долини річки Гаскойн на північ до гір Кеннеді-Рендж. Вони живуть в акацієвих склерофітних чагарникових заростях, серед опалого листя.